# Sisyrnodytes diplocus
Sisyrnodytes diplocus là một loài ruồi trong họ Asilidae. Sisyrnodytes diplocus được Oldroyd miêu tả năm 1974. Loài này phân bố ở vùng nhiệt đới châu Phi.